# Strażnica WOP Słubice-Południe
Strażnica WOP Świecko – podstawowy pododdział graniczny Wojsk Ochrony Pogranicza pełniący służbę ochronną na granicy polsko-niemieckiej.

## Formowanie i zmiany organizacyjne
Strażnica została sformowana w 1945 w strukturze 9 komendy odcinka Słubice jako 43 strażnica WOP (Stadtforst). Kierownictwo strażnicy stanowili: komendant strażnicy, zastępca komendanta do spraw polityczno-wychowawczych i zastępca do spraw zwiadu. Strażnica składała się z dwóch drużyn strzeleckich, drużyny fizylierów, drużyny łączności i gospodarczej. Etat przewidywał także instruktora do tresury psów służbowych oraz instruktora sanitarnego. 
Rozkazem ND WP nr 077/Org. z 13.02.1947 rozformowano 43 strażnicę Słubice płd. wsch.

## Dowódcy strażnicy
- por. Abraham Bester (4.12.1945–?)

Wykaz dowódców strażnicy podano za Józef Ostrowski: Lubuska Brygada Wojsk Ochrony Pogranicza 1945-1989. Ludzie - wydarzenia. s. 5.
- chor. Czesław Leszczyński